# (5159) Burbine
(5159) Burbine es un asteroide perteneciente al cinturón de asteroides, descubierto el 9 de septiembre de 1977 por el equipo del Observatorio del Harvard College desde la Estación George R. Agassiz, Estados Unidos.

## Designación y nombre
Designado provisionalmente como bine (1977. Fue nombrado Burbine en honor a Thomas Burbine por su visita al Centro de Planetas Menores y sus observaciones sobre algunos asteroides durante los meses de enero a mayo de 1992, especialmente en los asteroides (387) Aquitania y  (980) Anacostia, siendo muy similares, compartiendo características muy similares como que son del tipo S pero que tienen diferentes excentricidades.

## Características orbitales
Burbine está situado a una distancia media del Sol de 2,786 ua, pudiendo alejarse hasta 3,103 ua y acercarse hasta 2,469 ua. Su excentricidad es 0,113 y la inclinación orbital 9,255 grados. Emplea 1699,10 días en completar una órbita alrededor del Sol.
El próximo acercamiento a la órbita terrestre se producirá el 12 de diciembre de 2094.

## Características físicas
La magnitud absoluta de Burbine es 13,1. Tiene 6 km de diámetro y su albedo se estima en 0,299. Está asignado al tipo espectral S según la clasificación SMASSII.